# Surgelazione

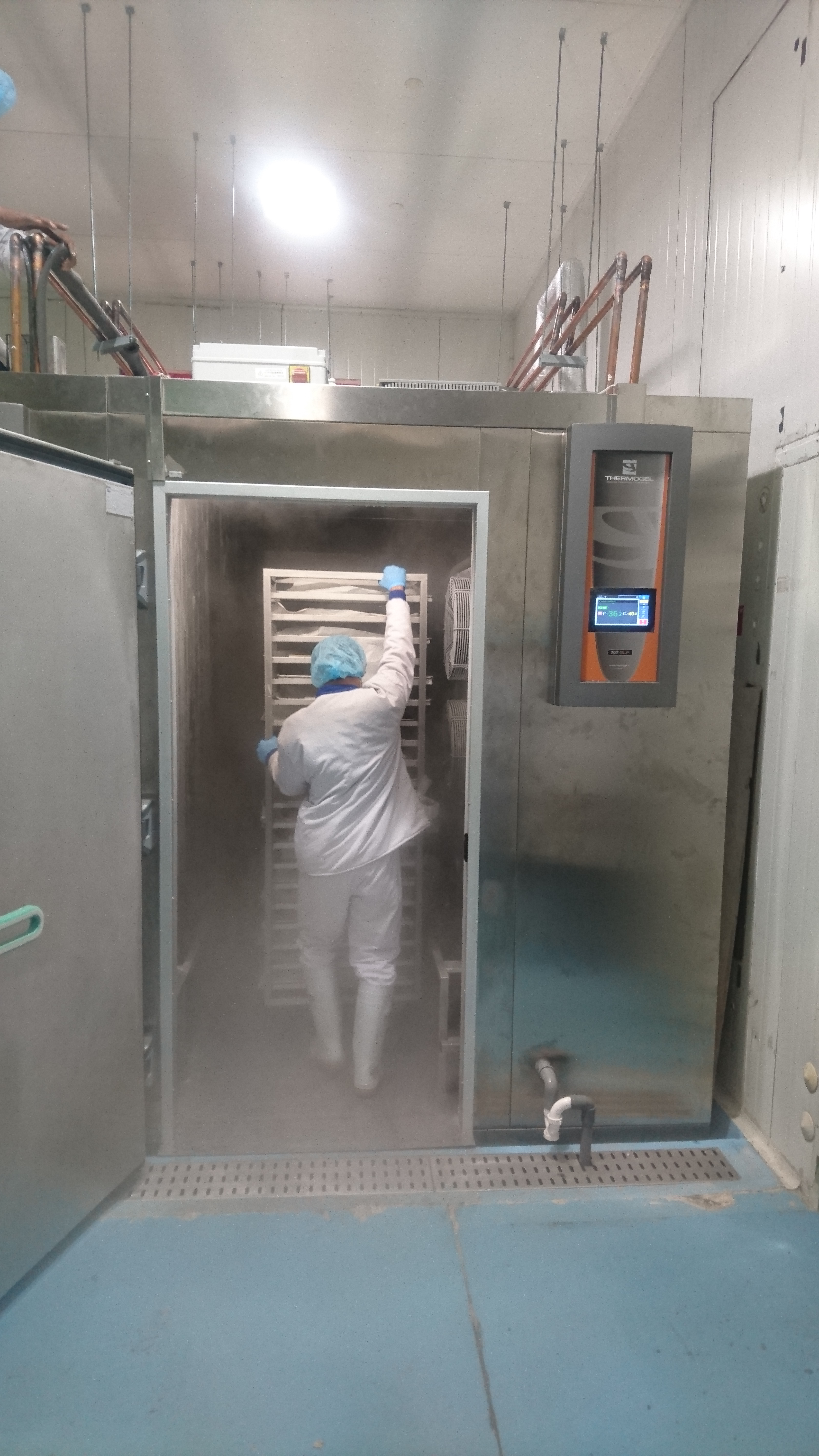
Utilizzo di un surgelatore per l'industria alimentare

La surgelazione è un trattamento che consente la conservazione di derrate alimentari per lungo tempo portando le temperature inferiori o uguali a -18 °C. Si differenzia dal congelamento sia per temperature che tempi d'applicazione del trattamento.
Il surgelamento rallenta, pur senza arrestarlo, il deterioramento del cibo (in accordo alla Prima Legge di Parisi della Degradazione Alimentare); sebbene esso possa fermare il proliferare di microorganismi, non necessariamente li uccide. Molti processi enzimatici sono soltanto rallentati dal freddo. Quindi è consuetudine interrompere l'attività enzimatica prima del surgelamento, attraverso blanching (scottatura) oppure con additivi e non con i conservanti.

## La tecnica
Quando si scalda e si applica il raffreddamento veloce ad un alimento, un ortaggio o un filetto di pesce cioè ad un tessuto vegetale o animale, si osserva una diminuzione della temperatura dalla superficie del prodotto al suo interno. Ad un certo punto l'acqua contenuta nel prodotto cambia di stato trasformandosi in cristalli di ghiaccio.
Se il processo di raffreddamento è lento i cristalli iniziali si dilatano e crescono (congelazione lenta) così il tessuto cellulare e l'alimento si danneggia e provoca una perdita di turgidità dei tessuti e una perdita di liquido tissutale e dei nutrienti in esso solubilizzati.
Invece un'elevata velocità di raffreddamento (processo di surgelamento) promuove nel tessuto la cristallizzazione uniforme di piccoli e omogenei cristalli; tanto più è veloce il raffreddamento tanto più si riducono i danni al tessuto del prodotto, vegetale o animale, che si intende trattare, con il risultato che allo scongelamento il prodotto sarà molto simile al prodotto fresco in termini di turgidità, valori nutrizionali ed organolettici.

## La storia
Nel 1928 C. Birdseye sviluppò negli USA il primo sistema industriale di surgelamento a contatto, un processo che permetteva di ridurre drasticamente i tempi di surgelamento. La tecnica si sviluppò rapidamente e fu subito chiaro che più veloce era il congelamento degli alimenti migliore risultava la qualità del cibo all'atto del suo utilizzo, anche molto tempo dopo il processo di surgelazione, addirittura fino a sei mesi. Questo è stato possibile per via della disponibilità diffusa della catena del freddo dal luogo di produzione fino al momento del consumo.

## Legislazione
I processi produttivi sono regolati in Italia dal decreto legislativo n° 110 del 27 gennaio 1992 che recepisce una direttiva europea valida in tutti i paesi dell'Unione (la 89/108/CEE). Questo Decreto Legislativo regola minuziosamente la produzione, la distribuzione e la vendita degli alimenti surgelati. In particolare il Decreto Legislativo prescrive che il prodotto surgelato sia confezionato e che la confezione in particolare garantisca:
- l'integrità dell'alimento
- che sia apribile solo dal consumatore

e che riporti
- tutte le indicazioni previste per legge riguardo modi e tempi di conservazione
- le istruzioni per lo scongelamento e il consumo

Il Decreto legislativo 110/1992 definisce nell'art. 2 cos'è il Surgelato:
Per alimenti surgelati si intendono i prodotti alimentari:
a)Sottoposti ad un processo di congelamento, detto " surgelamento" , che permette di superare con la rapidità necessaria, in funzione della natura del prodotto, la zona di cristallizzazione massima e di mantenere la temperatura del prodotto in tutti i suoi punti, dopo la stabilizzazione termica, ininterrottamente a valori pari o inferiori a - 18 °C
b)Commercializzati come tali.

## Valori nutritivi
Gli alimenti surgelati vanno incontro a trasformazioni delle qualità nutritive e organolettiche.
- Le proteine subiscono denaturazione, divenendo più digeribili (nessuna perdita di qualità).
- I grassi subiscono idrolisi ed un lento irrancidimento, soprattutto quelli polinsaturi e gli essenziali.
- I glucidi subiscono un lento processo di idrolisi (nessuna perdita di qualità).
- I minerali e le vitamine vengono in parte perduti durante il processo di scottatura o blanching, tuttavia la perdita è inferiore rispetto ai prodotti in scatola. Il contenuto di vitamine dei surgelati è addirittura superiore rispetto ai prodotti freschi conservati per più di 24 ore.